# 毗陵惲氏
毗陵惲氏，郡望為鄱陽郡。是中國常州武進的一興盛的科舉、文學、繪畫、中醫學世族。尤其自明代惲巍以來，于明、清、民國、共和國歷代輩出了各類人物，如三初五毓等。至2010年，其家乘已經十四次重修，為武進望族。俞樾评论该家族时说：“（恽氏）科举蝉联，人文甲天下”。

## 先祖
毗陵恽氏的先祖不详。恽寿平认为成化年间恽氏修谱时自称的“杨恽后人”并不可信。而所谓东汉伏恭《汉梁王左相恽公贞道墓志铭》也被李塨认定为后人伪作。毗陵恽氏可考的始祖为南宋时的恽方直，他也是恽氏南北两支的共祖。至理宗宝庆二年（1226年）北支的恽文成为了家族中首位进士。迁居常州城内则始于明代南支的恽训，他的家族居住于城内迎春桥，遂被称作迎春桥恽氏，为毗陵恽氏中人才最杰出的一支。